# Kaple svatého Antonína Paduánského (Prachatice)
Kaple svatého Antonína Paduánského z Padovy, datovaná rokem 1730, na jejíž rekonstrukci se podílelo město Prachatice, je umístěna v místě nazývaném U Horní brány na jihozápadním konci Městské památkové rezervace. Na rozhraní tří ulic v blízkosti Štěpánčina parku otevírá Zlatou stezku a poutní cestu.
Kaple na čtvercové základně má štítovou střechu a na východní straně je zakončena valbou. Boční stěny jsou opatřeny okny s barevnou vitráží a její půlkruhový vstup je uzavřen zdobenou kovovou mříží. Čelní fasádu v blízkosti vchodu zdobí dvojice pilastrů, na kterou navazuje centrální štít s další dvojicí jednoduchých pilastrů rámujících obraz svatého Antonína s Ježíškem a lilií. Štítový nástavec je završen kamennou vázou a obě strany pilastrových hlavic jsou osazeny kamennými koulemi.
Interiér kaple je bohatě malířsky i sochařsky zdobený. Ve středu nástropní klenby je vyobrazen Duch svatý jako holubice a její žebrování vyniká ornamentální pásovou výmalbou. Na rozích plochých žeber a v zaklenutí nik lze vidět malované mušle, připomínající symboliku poutnictví. Uprostřed kaple zakončené mensou lze vidět sochu svatého Antonína v životní velikosti.

## Galerie

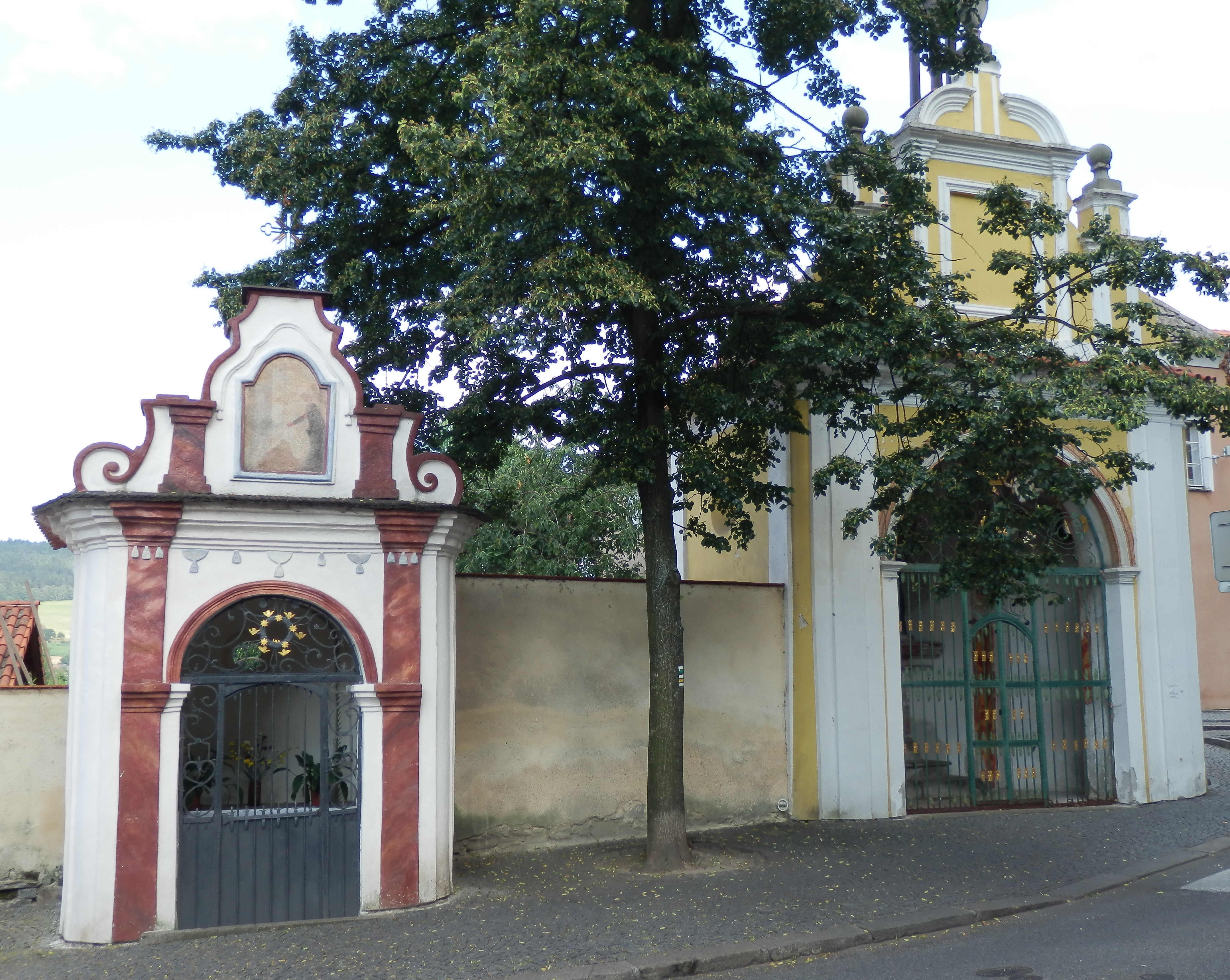
Kaple svatého Jana Nepomuckého (vlevo) s kaplí svatého Antonína Paduánského (vpravo)
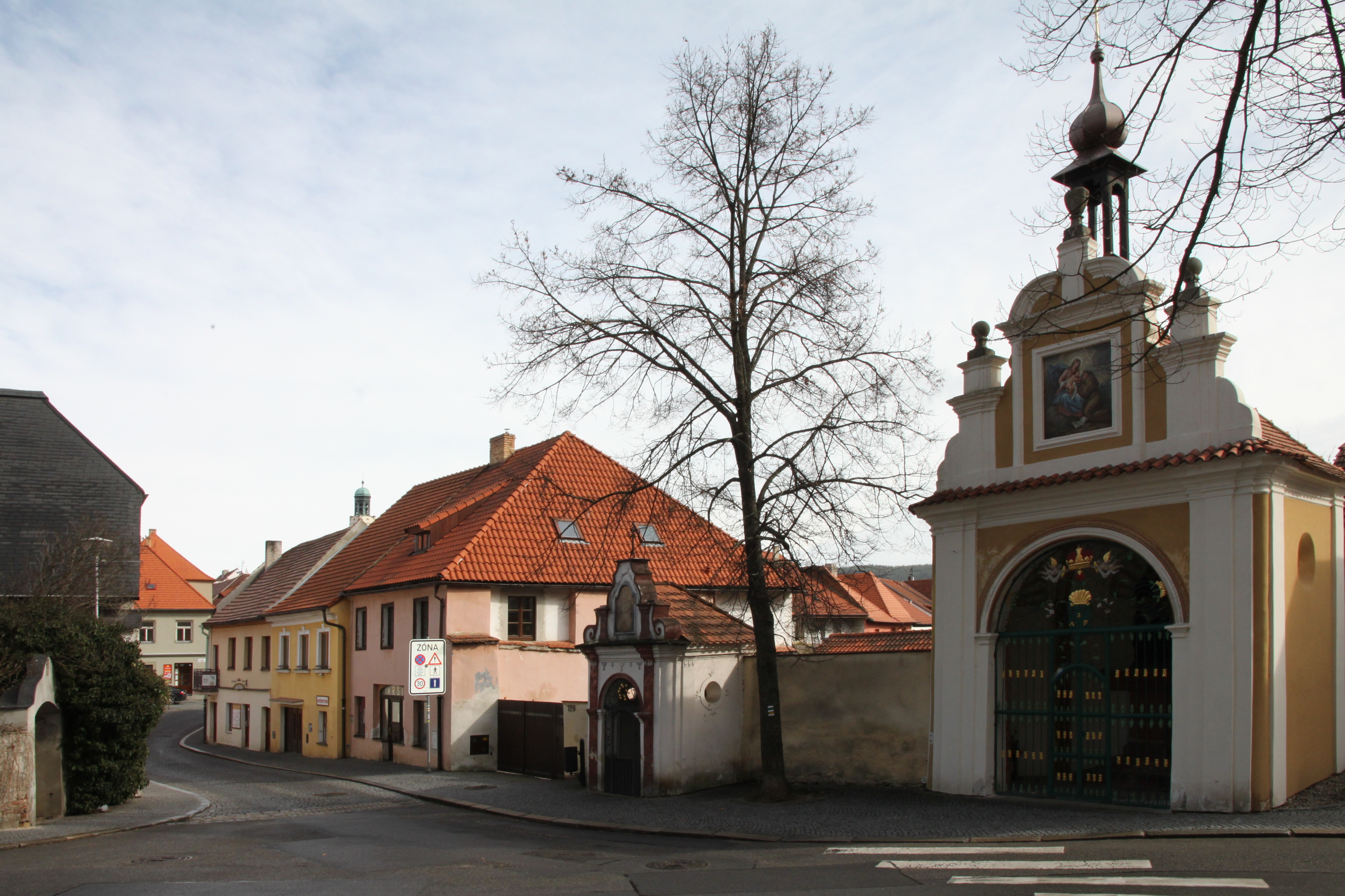
Obě kaple v celkovém kontextu, vlevo pohled do ulice Solní
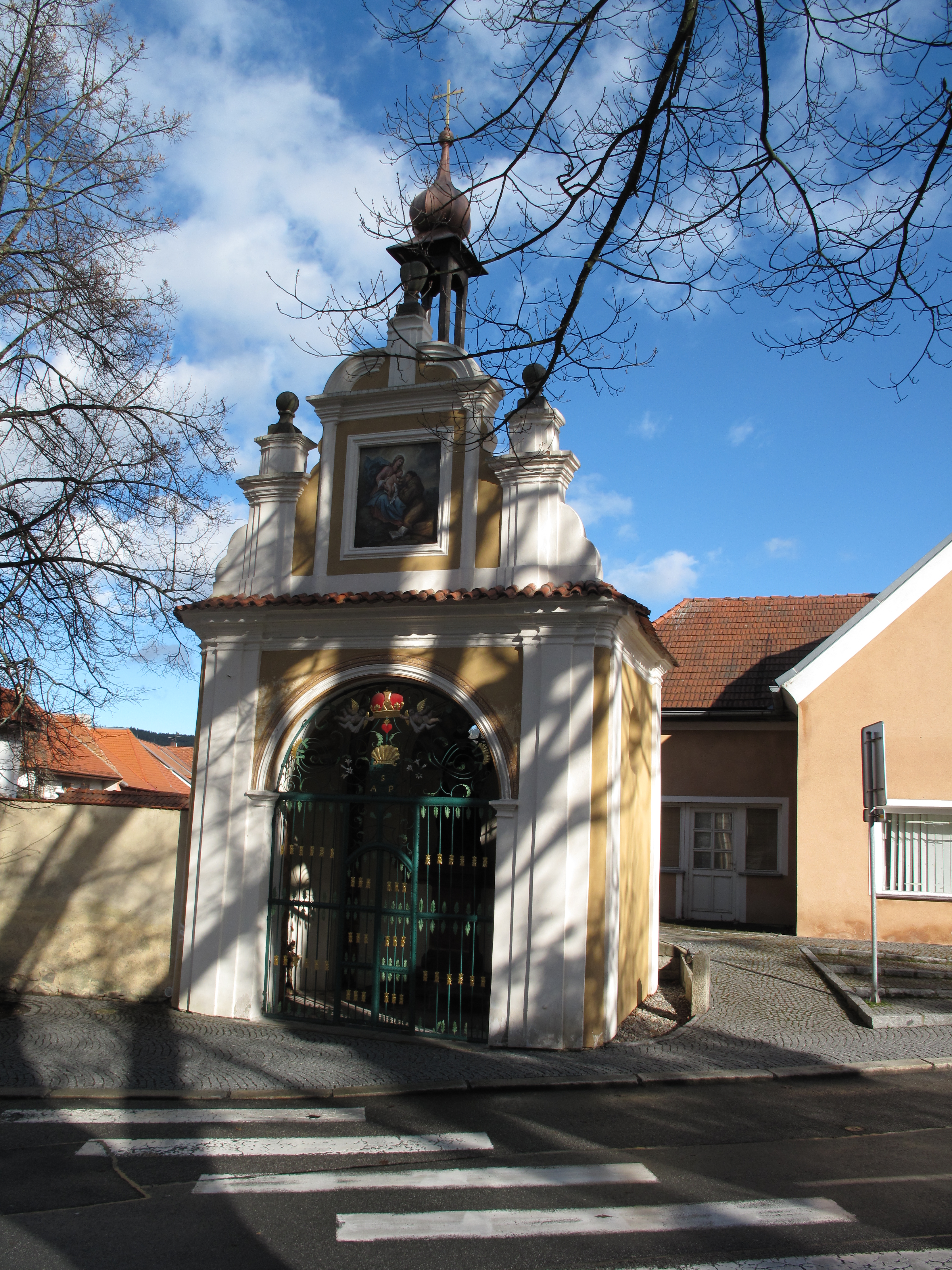
Kaple sv. Antonína Paduánského z boku
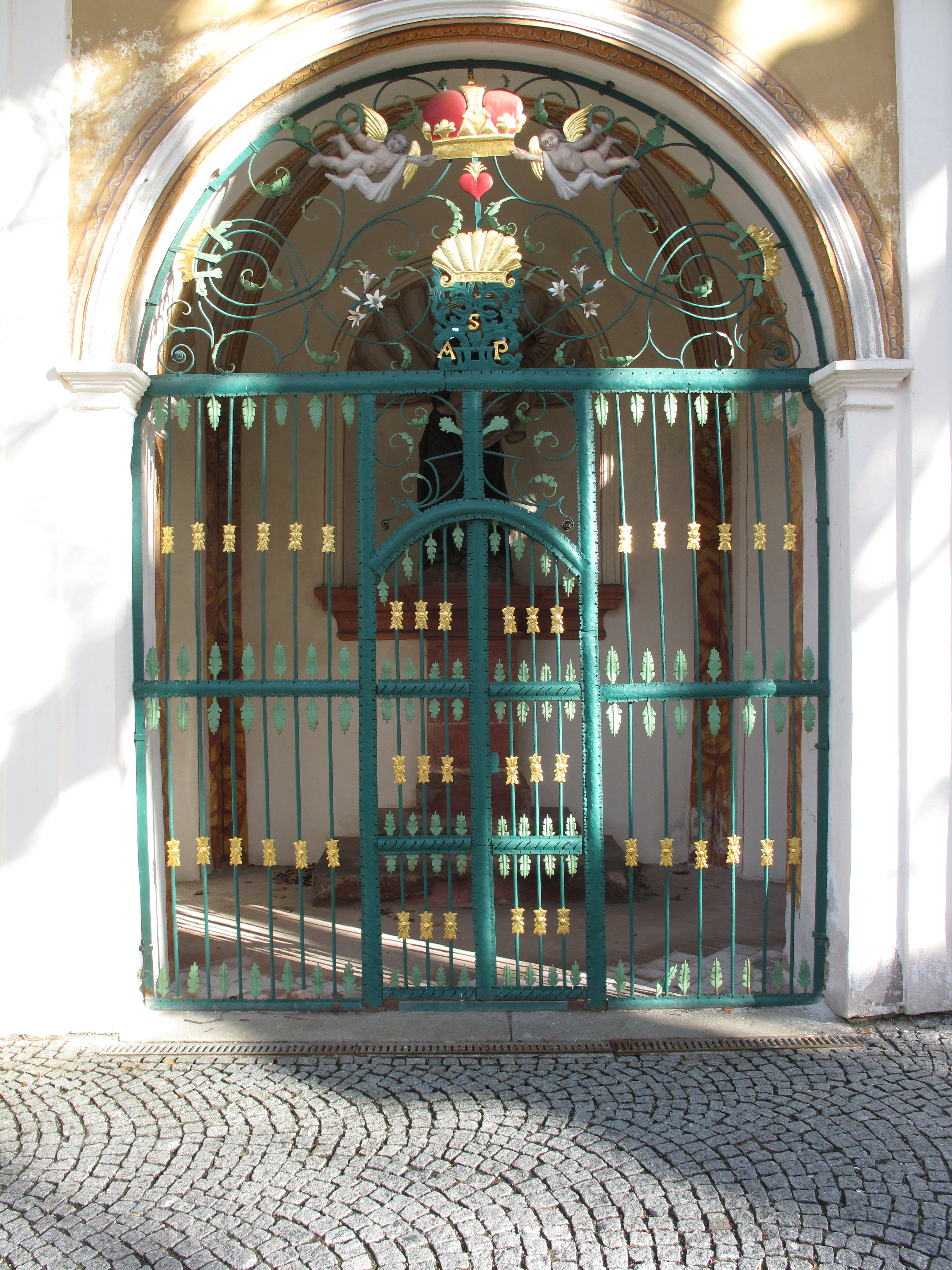
Ozdobná mříž
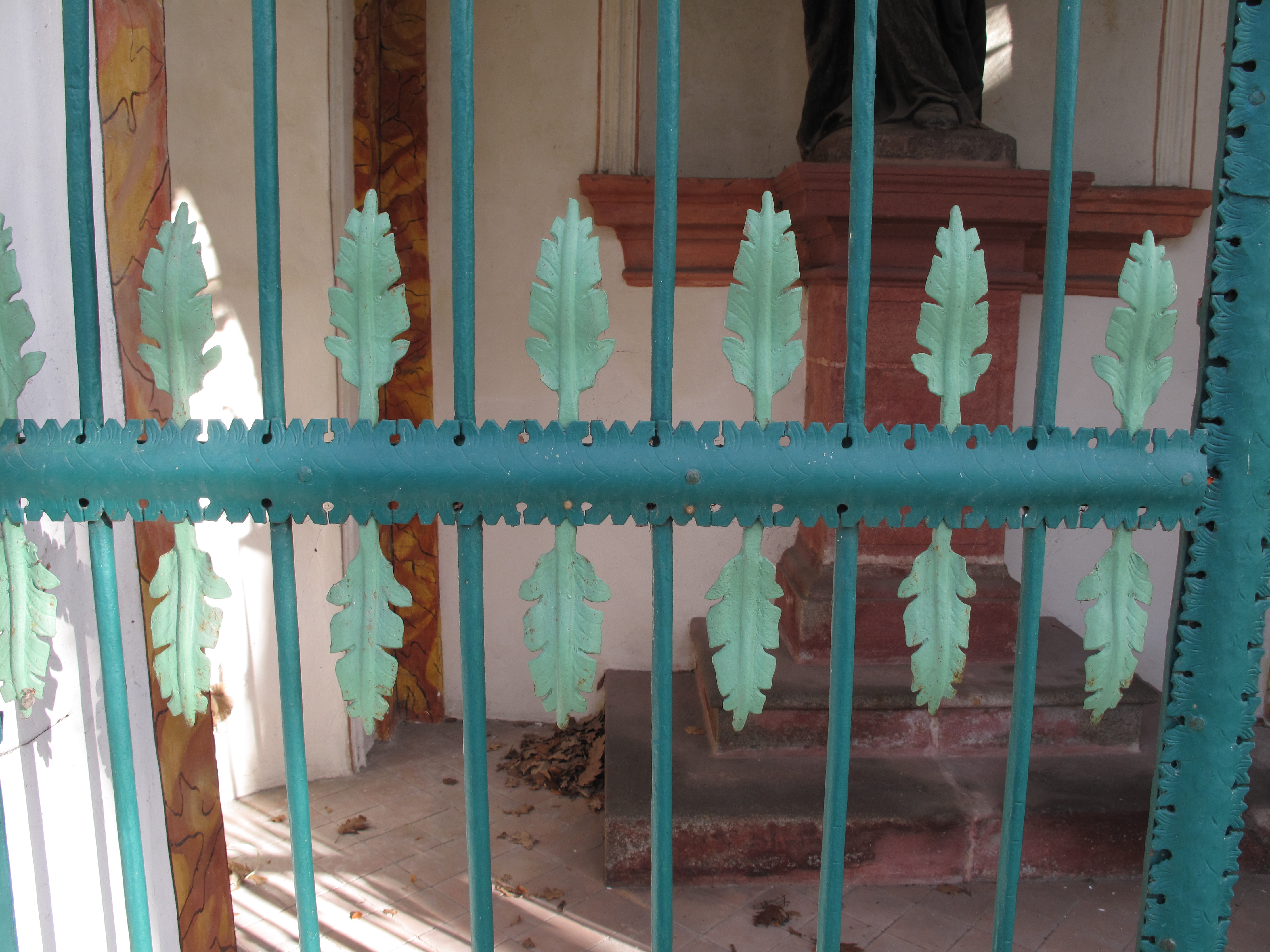
Detail mříže
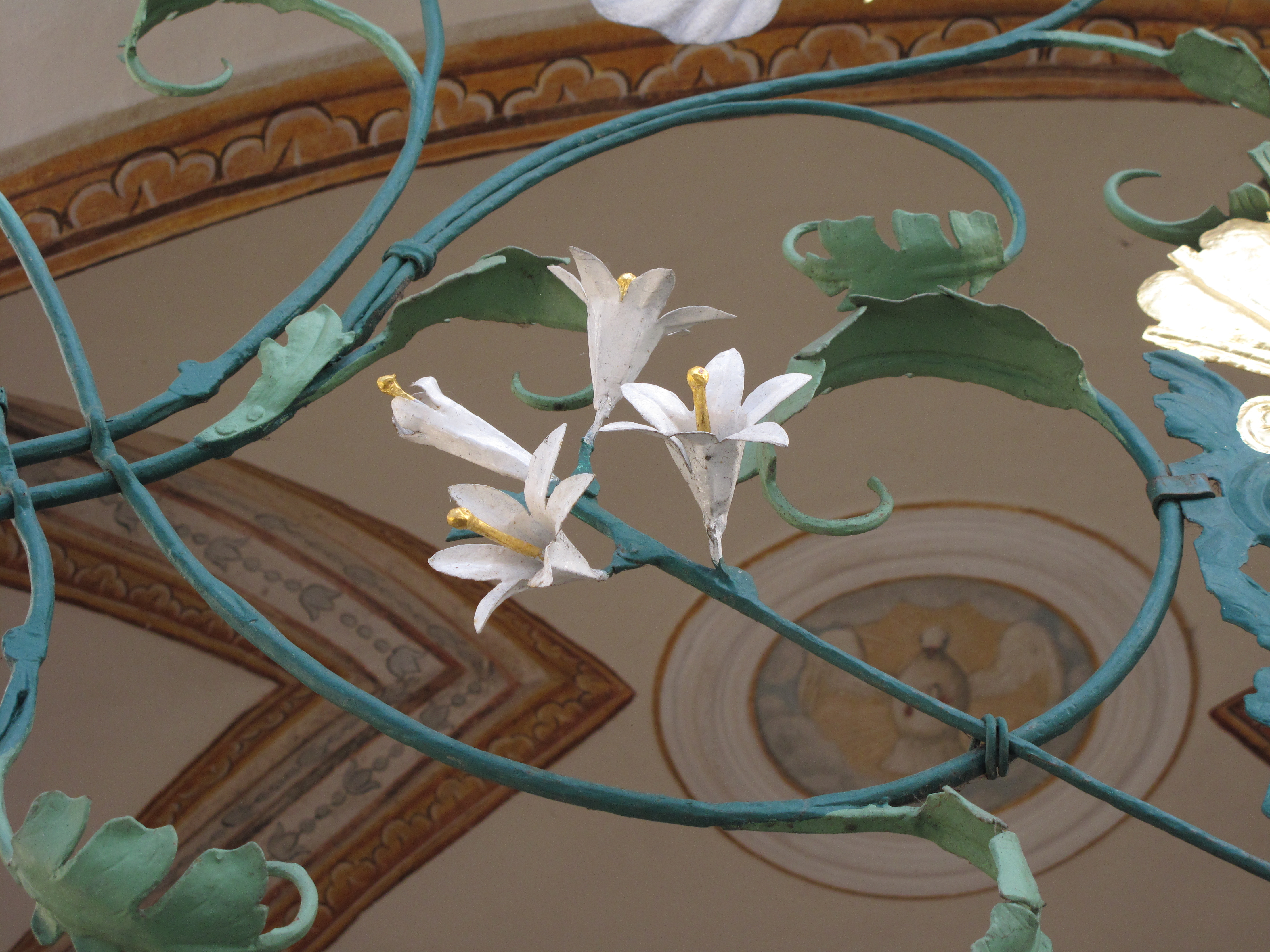
Kovové lilie na mříži kaple
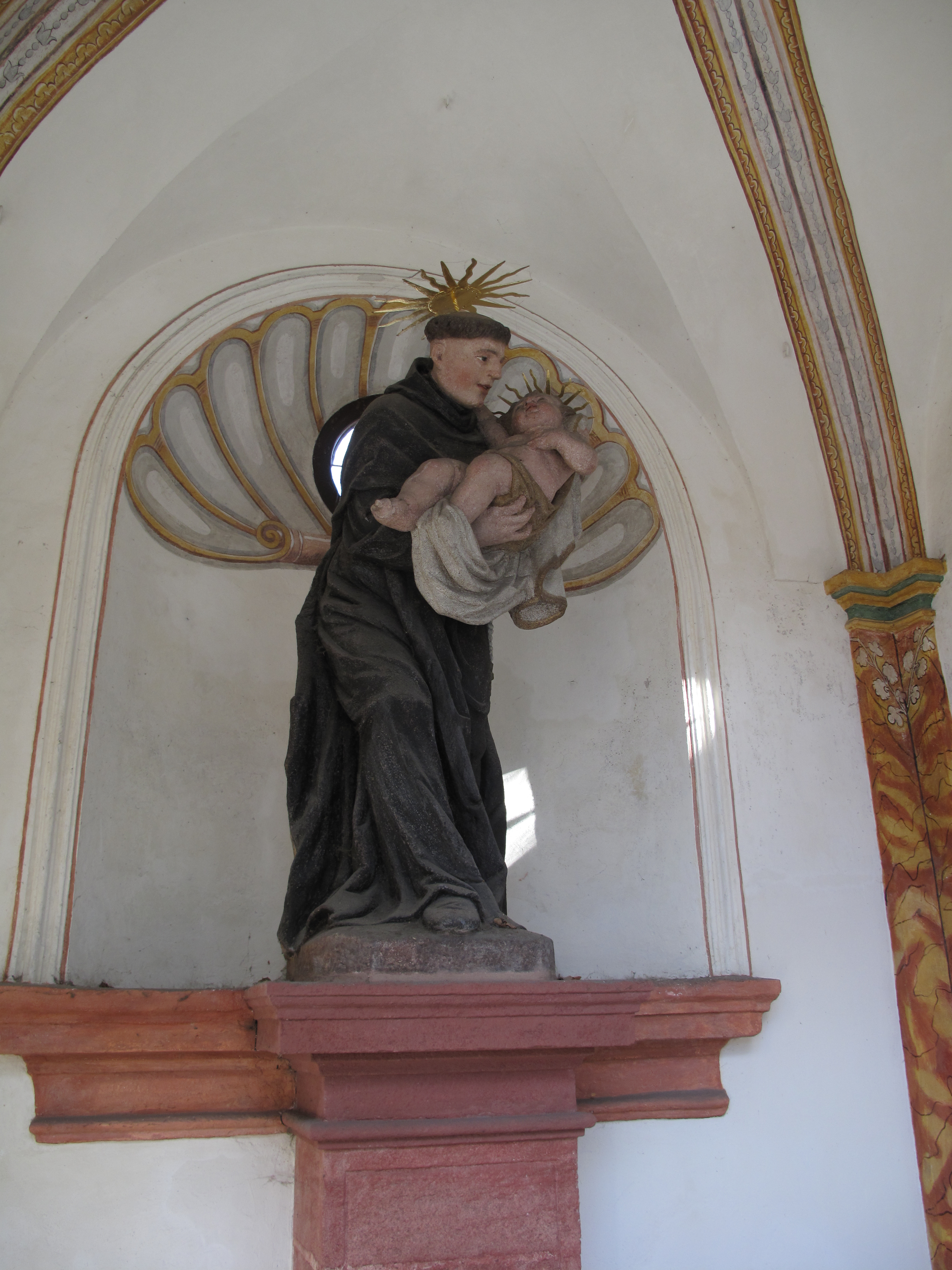
Socha svatého Antonína uvnitř kaple